# Order of Ikhamanga
Der Order of Ikhamanga („Ikhamanga-Orden“) ist ein südafrikanischer Orden. Er wurde am 30. November 2003 eingeführt und wird einmal pro Jahr vom Präsidenten der Republik Südafrika für Leistungen in der bildenden Kunst, Kultur, Literatur, Musik, Journalismus und Sport an südafrikanische Staatsbürger verliehen.
Den Orden ist in drei Klassen unterteilt:
- Gold (OIG), für außergewöhnliche Leistungen (exceptional achievement)
- Silber (OIS), für ausgezeichnete Leistungen (excellent achievement)
- Bronze (OIB), für herausragende Leistungen (outstanding achievement)

Ikhamanga ist das isiXhosa-Wort für die Pflanzengattung Strelitzia.

## Design
Das eiförmige Ordenszeichen zeigt zwei Strelitzien, eine aufgehende Sonne oder Krone, einen „Lydenburg-Kopf“ – nach den ältesten bekannten afrikanischen Skulpturen –, eine afrikanische Trommel, drei konzentrische Kreise und zwei Straßen. Die Strelitzien als Hauptmerkmal stehen für die „einzigartige Schönheit“, die Südafrikaner mit herausragenden Leistungen erbringen, der Kopf steht für die bildenden Künste, die Sonne oder Krone für Ruhm, die Kreise symbolisieren den Sport, und die Straßen stehen für den Weg nach Afrika, die „Wiege der Menschheit“ und den langen Weg hin zur Exzellenz. Auf der Rückseite ist das Wappen Südafrikas abgebildet.
Alle drei Ordensvarianten werden um den Hals getragen. Das Halsband ist goldfarben mit vier cremefarbenen Linien an jeder Kante und ein Muster immer wiederkehrender Tänzerfiguren. Den Orden entwarf der in Pretoria lebende Grafikdesigner Charles Peter Gareth Smart.

## Ordensträger

### Gold
- Amandla Cultural Ensemble, Musik- und Theatergruppe
- Julian Bahula, Jazzmusiker
- Natalie du Toit, Schwimmerin
- Elisabeth Françoise Eybers, Dichterin
- Dumile Feni, bildender Künstler (postum)
- 2010 Football World Cup Bid Committee, Fußballorganisation
- Jonas Gwangwa, Jazzmusiker
- Bessie Head, Schriftstellerin (postum)
- Danny Jordaan, Fußballfunktionär
- Archibald Campbell Mzolisa Jordan, Literaturhistoriker (postum)
- Princess Constance Magogo Sibilile Mantithi Ngangezinye Ka Dinuzulu, Musikerin und Komponistin (postum)
- Irvin Khoza, Fußballfunktionär
- Alex La Guma, Schriftsteller (postum)
- Miriam Makeba, Sängerin (postum)
- Hugh Masekela, Jazzmusiker
- Joseph Mokoena, Mathematiker (postum)
- Steve Mokone, Fußballspieler
- Johaar Mosaval, Tänzer
- Wayde van Niekerk, Leichtathlet
- Molefi Nathanael Oliphant, Fußballfunktionär
- Alan Paton, Schriftsteller (postum)
- George Pemba, bildender Künstler (postum)
- Mamokgethi Phakeng, Mathematikerin und Didaktikerin
- Gary Player, Golfspieler
- Lewis Pugh, Schwimmer
- Olive Schreiner, Schriftstellerin (postum)
- Gerard Sekoto, bildender Künstler (postum)
- Cecil Skotnes, bildender Künstler
- Tiyo Soga, Komponist (postum)
- Richard Thema, Politiker (postum)
- Benedict Wallet Vilakazi, Schriftsteller (postum)
- Nicolaas Petrus van Wyk Louw, Dichter (postum)

### Silber
- Peter Henry Abrahams, Schriftsteller
- Gladys Faith Agulhas, Künstlerin
- Hashim Amla, Cricketspieler
- Omar Badsha, Historiker
- Eric Risimati Baloyi, Boxtrainer
- Sathima Bea Benjamin, Sängerin
- Willie Bester, bildender Künstler
- Basil Bikitsha, Journalist (postum)
- The Blue Notes, Jazzband
- Johan  Botha, Opernsänger (postum)
- André P. Brink, Schriftsteller
- Matthew Brittain, Ruderer
- Yvonne Bryceland, Schauspielerin (postum)
- Thomas Hasani Chauke, Singer-Songwriter
- Kitch Christie, Rugbyspieler und -trainer (postum)
- Peter Edward Clarke, bildender Künstler und Schriftsteller
- Johnny Clegg, Musiker
- Hestrie Cloete, Leichtathletin
- Johannes Jacobus Degenaar, Philosoph
- Darius Mfana Dhlomo, Fußballspieler und Boxer
- Achmat Davids, Linguist (postum)
- Basil D’Oliveira, Cricketspieler
- Morné du Plessis, Rugbyspieler
- Lilian Dube, Gesundheitserzieherin
- Athol Fugard, Schriftsteller und Dramatiker
- Ken Gampu, Schauspieler (postum)
- Sylvia „Magogo“ Glasser, Kulturaktivistin und Tanzlehrerin
- Vera Gow Adams, Sängerin
- Ronnie Govender, Dramatiker
- Bryan Habana, Rugbyspieler
- Ilse Hayes, Leichtathletin
- Penelope Heyns, Schwimmerin
- Hassan Howa, Sportfunktionär (postum)
- Alfred Hutchinson, Schriftsteller (postum)
- Abdullah Ibrahim, Jazzmusiker
- Ingrid Jonker, Dichterin (postum)
- Elsa Joubert, Schriftstellerin
- Barbara Jurgens, Zeichnerin
- Jacques Henry Kallis, Cricketspieler
- Thamgana Kamyadana, Chormusiker
- John Kani, Schauspieler und Dramatiker
- William Kentridge, bildender Künstler
- Keorapetse Kgositsile, Dichter
- Grant Khomo, Rugbyspieler (postum)
- Irvin Khoza, Fußballfunktionär
- Alf Khumalo, Fotograf
- Sibongile Khumalo, Sängerin
- Thandi Klaasen, Jazzsängerin
- Abigail Kubeka, Jazzsängerin
- Ladysmith Black Mambazo, Musikband
- Mandla Langa, Schriftsteller
- Stephanus Lombaard, Leichtathlet
- Rashid Lombard, Jazzfotograf
- Chad le Clos, Schwimmer
- Sipho „Hotstix“ Mabuse, Musiker
- Lindiwe Mabuza, Kulturaktivistin
- Esther Mahlangu, bildende Künstlerin
- Winnie Mahlangu, Rundfunkmoderatorin
- Vusi Mahlasela, Jazzmusiker
- Eric Majola, Cricketspieler (postum)
- Makana Football Association, Fußballorganisation
- Elijah Makhathini, Boxer
- The Manhattan Brothers, Musikgruppe
- Mannie Manim, Bühnenbildner
- Sydney Maree, Leichtathlet
- Dorothy Masuka, Sängerin
- James Matthews, Dichter
- Letta Mbulu, Sängerin
- Zakes Mda, Schriftsteller und Dramatiker
- Ramakgobotla John Mekoa, Jazz-Manager
- Elana Meyer, Leichtathletin
- Sophie Thoko Mgcina, Schauspielerin und Musikerin
- Gladys Mgudlandlu, Malerin (postum)
- Yvonne Chaka Chaka Mhinga, Sängerin
- Busisiwe Victoria Mhlongo, Musikerin
- Khaba Mkhize, Journalist (postum)
- Peki Emelia „Nothembi“ Mkhwebane, Musikerin
- Zolani Mkiva, Dichter
- Thami Mnyele, Kulturaktivist (postum)
- Zakes Zulu Mokae, Schauspieler
- Percy Montgomery, Rugbyspieler
- Lionel Morrison, Journalist
- Kaizer Motaung, Fußballspieler und -manager
- John Koenakeefe Motlhankana, Künstler
- Theo Mthembu, Boxer
- George Mxadana, Chormusiker
- Mbulelo Vizikhungo Mzamane, Schriftsteller (postum)
- Muthal Naidoo, Schriftstellerin
- Nat Nakasa, Schriftsteller und Journalist (postum)
- Allina Ndebele, Handweberin
- Sizwe Laurence Ndlovu, Ruderer
- Ryk Neethling, Schwimmer
- Lionel Ngakane, Filmemacher und Schauspieler (postum)
- Lauretta Ngcobo, Schriftstellerin und Frauenaktivistin
- Marlene van Niekerk, Schriftstellerin
- Zinjiva Winston Nkondo, Studentenvertreter und Exilpolitiker (postum)
- Nomhle Nkonyeni, Schauspielerin
- Lewis Nkosi, Schriftsteller
- Makhaya Ntini, Cricketspieler
- Victor Ntoni, Jazzmusiker (postum)
- Winston Ntshona, Schauspieler
- Patrick Ntsoelengoe, Fußballspieler (postum)
- Jacob Ntuli, Boxer
- Henry Nxumalo, Journalist (postum)
- Jeff Opland, Historiker
- Ray Phiri, Musiker
- Schalk Pienaar, Journalist (postum)
- Benjamin Pogrund, Schriftsteller
- Marguerite Poland, Schriftstellerin
- Shaun Pollock, Cricketspieler
- Sandra Prinsloo, Schauspielerin
- Percy Qoboza, Journalist
- Jan Rabie, Schriftsteller (postum)
- Lucas Radebe, Fußballspieler
- Henry Segome Ramaila, Schriftsteller
- Sam Ramsamy, Sportfunktionär
- Dolly Rathebe, Sängerin (postum)
- Nakedi Ribane, Schauspielerin und Schriftstellerin
- Eddie Roux, Schriftsteller (Politik)
- Mongane Wally Serote, Schriftsteller
- Caiphus Semenya, Sänger
- Sewsunker Sewgolum, Golfspieler (postum)
- Roland Schoeman, Schwimmer
- Mmapula Mmakgoba Helen Sebidi, bildende Künstlerin
- George Singh, Fußballfunktionär (postum)
- Lucas Sithole, Rollstuhltennisspieler
- Zanele Situ, Leichtathletin
- John William Smit, Rugbyspieler
- John Smith, Ruderer
- Jomo Sono, Fußballspieler und -trainer
- Stanley Sono, Fußballspieler und Boxer
- Can Themba, Schriftsteller (postum)
- Joseph Thloeloe, Journalist und Schriftsteller
- James Thompson, Ruderer
- Josia Thugwane, Leichtathlet
- Miriam Tlali, Schriftstellerin
- Neil Robert Tovay, Fußballspieler
- Mathata Tsedu, Herausgeber
- Jake Tuli, Boxer (postum)
- Mary Mhlongo Twala, Schauspielerin
- Cameron van der Burgh, Schwimmer
- Fanie van der Merwe, Leichtathletin
- Ernst van Dyk, Rollstuhlsportler
- Cheeky Watson, Rugbyspieler
- Pretty Yende, Opernsängerin

### Bronze
- Goolam Abed, Rugby- und Cricketspieler
- Christian Ashley-Botha, Chormusiker
- Gerrie Coetzee, Boxer
- Arthur Nuthall Fula, Schriftsteller
- Tracy Mackie, Journalistin
- Themba Patrick Magaisa, Schriftsteller
- Sindiwe Magona, Schriftstellerin
- Nontsomi Mildred Mangxolo, Musikerin
- Matlhaela Michael Masote, Orchestergründer und Chormusiker
- Nobesuthu Gertrude Mbadu, Musikerin
- Elsa Meyer, Leichtathletin
- Teboho Mokgalagadi, Leichtathlet
- Godfrey Khotso Mokoena, Leichtathlet
- Mbulaeni Mulaudzi, Leichtathlet (postum)
- Thokozani Nene, Förderer des isiZulu (postum)
- Mahlathini Simon Nkabinde, Musiker (postum)
- Oscar Pistorius, Leichtathlet
- Victor Ralushai, Historiker
- Laurika Rauch, Singer-Songwriterin
- Caster Semenya, Leichtathletin
- Gladys Thomas, Schriftstellerin
- Hilda Tloubatla, Musikerin
- Sibusiso Emmanuel Vilane, Expeditionsleiter
- Marjorie Wallace, bildende Künstlerin (postum)
- Herbert Charles Woodhouse, Experte für Felsmalereien
- Jeanne Zaidel-Rudolph, Komponistin

## Sonstiges
2011 lehnte der Fotograf David Goldblatt die Verleihung des Ordens aus politischen Gründen ab.